# Louis Philip Adélard Langevin
Louis Philip Adélard Langevin (Saint-Isidore, 23 agosto 1855 – Montréal, 15 giugno 1915) è stato un arcivescovo cattolico canadese.

## Biografia
Suo padre, François-Théophile Langevin, i cui antenati provenivano dall'Angiò, era un notaio. Sua madre, Marie-Paméla Racicot, figlia del notaio Racicot, di Montréal, era la sorella del defunto vescovo Zotique Racicot. Uno dei suoi fratelli minori, Hermas Langevin, era diventato prete ed era parroco di Hochelaga da diversi anni.
Si formò educato al College de Montreal, dove ebbe come compagni di classe il vescovo Paul Bruchési.
Fu ordinato diacono nel 1881 quando entrò nel noviziato degli Oblati a Lachine. Fece la solenne professione il 25 luglio 1882, e cinque giorni dopo, il 30, fu ordinato sacerdote, nella chiesa del Buon Pastore di Montreal, dal vescovo Fabre. Per tre anni, padre Langevin fu missionario in residenza a Saint-Pierre a Montréal.
La sua naturale eloquenza, così ardente e così vivida, gli assicurò un costante successo nelle numerose missioni e ritiri che predicava. Nel 1885 fu assegnato dai suoi superiori all'Università di Ottawa, dove fu, per otto anni, professore di teologia e direttore dei seminaristi. Nel frattempo, nel 1890, fu uno dei delegati della sua provincia al capitolo generale della sua congregazione a Parigi, in Francia. Nel 1893 lasciò Ottawa. Fu arciprete dell'importante parrocchia di Santa Maria di Winnipeg, la cui chiesa è l'attuale cattedrale dell'arcidiocesi di Winnipeg (eretta nel 1915, pochi mesi dopo la sua morte). Contemporaneamente divenne provinciale degli oblati del Manitoba. L'8 gennaio 1895, venne eletto arcivescovo di Saint-Boniface succedendo al vescovo Taché, morto il 22 giugno 1894.
Fu consacrato nella cattedrale il 19 marzo successivo dall'arcivescovo Fabre, che gli aveva conferito il sacerdozio nel 1882. Amministrò la diocesi per venti anni, dal 1895 al 1915, e morì a Montréal, in un viaggio nella provincia del Québec, il 15 giugno 1915, all'età di 59 anni. Le circostanze in Occidente erano difficili. Il paese fu invaso da un'immigrazione molto varia in maggioranza anglo-protestante. Nel parlamento di Winnipeg furono approvate leggi sulle scuole cattoliche e francesi. Molte correnti opposte agitavano l'opinione pubblica. Fondò una congregazione di religiose insegnanti francofone: le Missionarie oblate del Sacro Cuore di Gesù e di Maria Immacolata.
Adélard Langevin, in ogni caso rimase per vent'anni a favore della causa cattolica e francese, nel Canada occidentale, e anche in tutto il paese, favorendo l'espansione e la diffusione dell'ideale cattolico contro la politica anglofila del governo canadese ma inimicandosi anche una parte notevole dei cattolici anglofoni che si sentiva discriminata.
I contrasti tra cattolici di lingua inglese e francese a Winnipeg (sede arcivescovile effettiva, essendo Saint-Boniface un sobborgo della stessa Winnipeg e oggi un suo quartiere) e in tutta la provincia fecero sì che poco dopo la sua morte, il 4 dicembre dello stesso 1915 il territorio della sua arcidiocesi venne diviso in due circoscrizioni con la erezione di una arcidiocesi di Winnipeg a maggioranza anglofona, distinta dalla precedente di Saint-Boniface che invece continuò soprattutto con la popolazione di lingua francese. Contestualmente nello stesso giorno l'arcidiocesi di Saint-Boniface perdeva tutte le diocesi della provincia ecclesiastica, rimanendo un rarissimo caso di arcidiocesi metropolitana senza alcuna diocesi suffraganea.

## Genealogia episcopale e successione apostolica
La genealogia episcopale è:
- Cardinale Scipione Rebiba
- Cardinale Giulio Antonio Santori
- Cardinale Girolamo Bernerio, O.P.
- Arcivescovo Galeazzo Sanvitale
- Cardinale Ludovico Ludovisi
- Cardinale Luigi Caetani
- Cardinale Ulderico Carpegna
- Cardinale Paluzzo Paluzzi Altieri degli Albertoni
- Papa Benedetto XIII
- Papa Benedetto XIV
- Cardinale Enrico Enriquez
- Arcivescovo Manuel Quintano Bonifaz
- Cardinale Buenaventura Córdoba Espinosa de la Cerda
- Cardinale Giuseppe Maria Doria Pamphilj
- Papa Pio VIII
- Papa Pio IX
- Arcivescovo Armand-Françios-Marie de Charbonnel, O.F.M. Cap.
- Arcivescovo John Joseph Lynch, C.M.
- Cardinale Elzéar-Alexandre Taschereau
- Arcivescovo Édouard-Charles Fabre
- Arcivescovo Louis Philip Adélard Langevin, O.M.I.

La successione apostolica è:
- Arcivescovo Augustin Dontenwill, O.M.I. (1897)
- Vescovo Ovide Charlebois, O.M.I. (1910)
- Arcivescovo Arthur Béliveau (1913)